# Ekhymosis (álbum)
Ekhymosis es el cuarto álbum de estudio de la banda colombiana Ekhymosis y el último con Juanes como vocalista. Fue grabado en Los Ángeles y contó con la producción de Greg Ladanyi, Mike Piccirillo y Don Was. Es el primer álbum en el que la agrupación ya no contaba con los servicios de Codiscos por lo que ahora tenían un nuevo sello discográfico, además de los cambios que hubo dentro de la banda, la salida del tecladista Alejandro Ochoa y el percusionista Felipe Martínez. Por lo que ahora solo había cuatro miembros en la banda, Juanes, Andy, Fernando y José. 
En el sonido del disco se oye desde algunas canciones con un sonido muy apegado al Hard Rock mientras que otras tienen un sonido más cercano al pop y principalmente a algunos géneros de la música tradicional colombiana de la región andina. Las canciones más emblemáticas de este álbum son "Raza", "Los Traidores", "La Decisión" y otro gran hit llamado "La Tierra" considerado por muchos como un himno al lugar donde nacieron y de lo orgullosos que están de sus tierras, con esta canción lograron notoriedad en las listas de México, Argentina y Chile, además de su natal Colombia. Además regrabaron tres de sus grandes éxitos "Sin Rencores", "De Madrugada" y el legendario tema "Solo". Fue el último disco grabado por la banda hasta el 2012 cuando volvió a ser reformada.

## Listado de canciones
| N.º | Título                     | Duración |  |
| 1.  | «Raza»                     | 3:11     |  |
| 2.  | «Vivo»                     | 3:30     |  |
| 3.  | «La deuda»                 | 3:16     |  |
| 4.  | «Azul»                     | 5:05     |  |
| 5.  | «Los traidores»            | 3:14     |  |
| 6.  | «Roca rosa»                | 3:47     |  |
| 7.  | «La decisión»              | 5:32     |  |
| 8.  | «La Tierra»                | 3:47     |  |
| 9.  | «Un día de música enferma» | 4:06     |  |
| 10. | «Sangre de rata»           | 3:46     |  |
| 11. | «Solo»                     | 4:11     |  |
| 12. | «De madrugada»             | 2:58     |  |
| 13. | «Sin rencores»             | 3:17     |  |

## Ficha técnica

### Banda
- Juanes - Voz, guitarra.
- Fernando "Toby" Tobon – Guitarra.
- Andrés García - Bajo.
- José Lopera - Batería.

### Otros
- Don Was - Productor, Bajo en "Azul" y "La decisión"
- Greg Ladanyi - Productor
- Mike Piccirillo - Productor
- Saúl Hernández - Productor en "La decisión"
- Luis Conte - Percusión
- Álex Acuna - Percusión
- Jorge Vargas - Percusión
- Marusa Reyes - Mánager

- Datos: Q21007222